# August Warberg

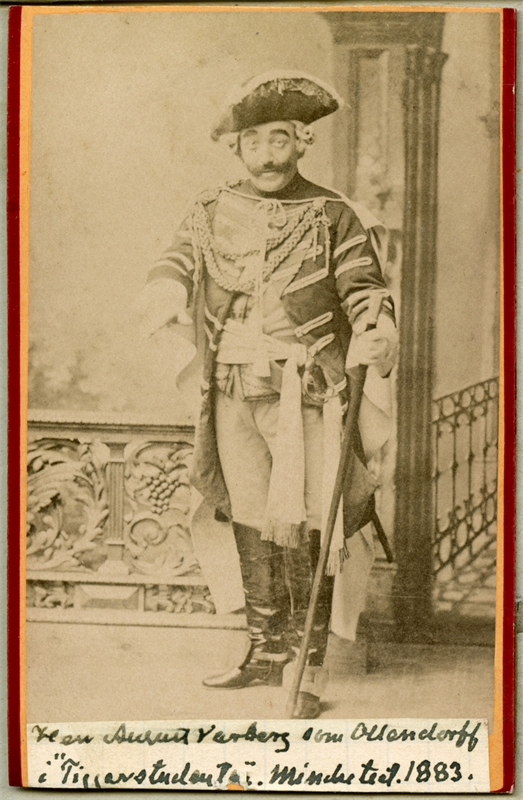
August Warberg som von Ollendorff i Tiggarstudenten vid svenska uruppförandet 1883.

Johan August Warberg, född 5 maj 1842 i Glava i Värmland, död 16 oktober 1915 i Stockholm, var en svensk skådespelare, regissör (verksam bland annat på Södra Teatern) och teaterchef (direktör för Vasateatern 1889–1895). 
August Warberg var son till lantmäteriauskultanten Eric Gustaf Warberg och Helena Jansson. Efter fyra år vid olika landsortssällskap engagerades han 1865 vid Södra Teatern i Stockholm. Inom den populära folkkomedin blev han mycket använd och i sångspelen, alltifrån vådevillerna till de offenbachska operetterna som då var nya, var han en självskriven förste älskare. Han var den förste som spelade Fritz i Storhertiginnan av Gerolstein och Montedafiore i Frihetsbröderna, liksom han vaör den förste Andersson i Frans Hodells Andersson, Pettersson och Lundström. Med undantag för ett spelår vid Svenska Teatern i Helsingfors 1870–1871 var Warberg knuten till Södra Teatern till 1872, varefter han övergick till Mindre teatern, där han var anställd först som skådespelare och senare som regissör och direktör. 1872–1876 ledde han Mindre teatern i kompanjonskap med Johan August Berndt och 1881–1882 var han ensam direktör. Han spelade även operettroller av skiftande slag, som Julian von Goltz i Fatinitza, Eisenstein i Läderlappen, Ollendorff i Tiggerstudenten, Markisen i Cornevilles klockor, Dom Januario i Sjökadetten och titelrollen i Cagliostro. Efter att 1884–1885 varit regissör för operetterna vid Stora Teatern, Göteborg och under de följande spelåren gästspelat hos Mauritz Fröberg i Kristiania och Helsingfors bland annat som Benozzo i Gasparone och Godi bert i Bellevilles mö, hos Albert Ranft vid Södra Teatern och Nya teatern, knöts Warberg hösten 1887 till Nya teatern, först som scenisk direktör. 1889 övertog han Vasateatern, 1889–1893 som kompanjon med Emil Strömberg och därefter 1893–1895 som ensam chef. På Vasateatern framförde han bland annat Sullivans operett Mikadon där han själv gjorde titelrollen. Från 1895 var han åter verksam som regissör vid Södra teatern. Warberg utgav 1912 Femtio år vid teatern.
August Warberg var från 1863 gift med skådespelerskan Lotten Magnusson.
Warberg är begravd på Norra begravningsplatsen utanför Stockholm.

## Filmografi
- 1914 – Hjärtan som mötas
- 1915 – En av de många
- 1915 – Skomakare, bliv vid din läst
- 1915 – Sonad skuld
- 1916 – Skepp som mötas
- 1916 – Ålderdom och dårskap

## Teater

### Roller (ej komplett)
| År   | Roll                                                      | Produktion                                                                                   | Regi | Teater                     |
| ---- | --------------------------------------------------------- | -------------------------------------------------------------------------------------------- | ---- | -------------------------- |
| 1865 | Andersson, snickargesäll                                  | Andersson, Pettersson och Lundström Frans Hodell                                             |      | Södra Teatern              |
| 1869 | Fiolin                                                    | Syfröknarna Anton Bittner                                                                    |      | Mindre teatern             |
| 1875 | Tremolini                                                 | Prinsessan av Trebizonde Jacques Offenbach, Charles-Louis-Étienne Nuitter och Étienne Tréfeu |      | Mindre teatern             |
| 1876 | Sven                                                      | Nerkingarne Axel Anrep                                                                       |      | Mindre teatern             |
| 1876 |                                                           | Läderlappen Johann Strauss den yngre, Karl Haffner och Richard Genée                         |      | Djurgårdsteatern           |
| 1876 |                                                           | Nu ska vi roa oss Johann Nestroy                                                             |      | Mindre teatern             |
| 1876 | Kusken                                                    | Familjen Danicheff Pierre Newsky                                                             |      | Mindre teatern             |
| 1876 |                                                           | Fatiniza Franz von Suppé, Friedrich Zell och Richard Genée                                   |      | Mindre teatern             |
| 1879 | Dom Januario de Sonra                                     | Sjökadetten Richard Genée och Camillo Walzel                                                 |      | Mindre teatern             |
| 1881 | Tamerlan                                                  | Svaga sidan Alexandre Thibaut de la Rochethulon och Louis-François Clairville                |      | Mindre teatern             |
| 1881 | Frick, en skomakare Prosper, en tjänare                   | Pariserliv Jacques Offenbach, Henri Meilhac och Ludovic Halévy                               |      | Mindre teatern             |
| 1881 | Montedafiore, en rövarhövding                             | Frihetsbröderna Jacques Offenbach, Henri Meilhac och Ludovic Halévy                          |      | Mindre teatern             |
| 1882 | Edmond Dantés (Grefven af Monte Christo)                  | Greven av Monte Christo Alexandre Dumas den äldre                                            |      | Mindre teatern             |
| 1882 | Löjtnant von Sparch                                       | Positivhataren August Blanche                                                                |      | Mindre teatern             |
| 1882 | Julian von Golz, specialkorrespondent för en tysk tidning | Fatinitza Franz von Suppé, Friedrich Zell och Richard Genée                                  |      | Mindre teatern             |
| 1882 | Filip Bratt                                               | Öregrund-Östhammar Selfrid Kinmanson                                                         |      | Mindre teatern             |
| 1882 | Bruto, grevens kock                                       | Carbonanerna Carl Zeller och Moritz West                                                     |      | Mindre teatern             |
| 1883 | Överste Ollendorff                                        | Tiggarstudenten Carl Millöcker, Richard Genée och Friedrich Zell                             |      | Mindre teatern             |
| 1889 | Kamrer Lemke                                              | Byråkraten Gustav von Moser                                                                  |      | Svenska teatern, Stockholm |
| 1889 | Skådespelaren Ramp/Othello                                | Othellos triumf                                                                              |      | Svenska teatern, Stockholm |
| 1889 | Bergström, f.d. vaktmästare                               | Till Paris Frans Hodell                                                                      |      | Vasateatern                |
| 1889 | Kapten Modesto Fracassa                                   | Kapten Fracassa Rudolf Dellinger, Richard Genée och Friedrich Zell                           |      | Vasateatern                |
| 1889 | Dom Januario                                              | Sjökadetten Richard Genée och Friedrich Zell                                                 |      | Vasateatern                |
| 1892 | Jack                                                      | Jack och Bob Edward Jakobowski, Claxson Bellamy och Harry Paulton                            |      | Vasateatern                |
| 1892 | Bibard                                                    | Kolhandlarne Jules Costé                                                                     |      | Vasateatern                |
| 1893 | A. Mohr, droskförare                                      | Amors droska Rudolf Kneisel och Hermann Hirschel                                             |      | Vasateatern                |
| 1894 | Julian von Golz                                           | Fatinitza Franz von Suppé                                                                    |      | Vasateatern                |